# Metropol (sång)
Metropol är en låt av det svenska punkrock-bandet Noice. Låten återfinns på albumet Det ljuva livet som dess sjunde låt. Låtens text skrevs av basisten Peo Thyrén och musiken skrevs av sångaren/gitarristen Hasse Carlsson.
En liveversion av "Metropol" finns med på albumet Live på Ritz, släppt 1982. Dessutom finns en spelning av låten från 2004 också med på DVD-filmen Officiell Bootleg Live släppt 2005.

## Musiker
- Hasse Carlsson – sång, gitarr
- Peo Thyrén – elbas
- Freddie Hansson – klaviatur
- Fredrik von Gerber – trummor